# Merani Martvili
Merani Martvili (georgiska: საფეხბურთო კლუბი მერანი მარტვილი) är en fotbollsklubb från den georgiska staden Martvili. Klubben har tidigare gått under namnen Salchino Gegetjkori (sovjettiden), Tjkondidi Martvili och Salchino Martvili. 2010 nådde klubben semifinalen av David Kipianicupen (georgiska cupen). År 2011 flyttades klubben upp till högstaligan, Umaghlesi Liga.

## Säsonger
| Säsong    | Liga           | Pos. | Sp. | V  | O | F  | GM | IM | P  | Cupen         | Europa | Noter       | Tränare |
| --------- | -------------- | ---- | --- | -- | - | -- | -- | -- | -- | ------------- | ------ | ----------- | ------- |
| 2007/2008 | Pirveli Liga   | 3    | 27  | 13 | 5 | 9  | 36 | 25 | 44 |               |        |             |         |
| 2008/2009 | Pirveli Liga   | 3    | 30  | 18 | 6 | 6  | 45 | 24 | 60 | Kvartsfinal   |        |             |         |
| 2009/2010 | Pirveli Liga   | 3    | 28  | 17 | 2 | 9  | 44 | 31 | 53 | Semifinal     |        |             |         |
| 2010/2011 | Pirveli Liga   | 2    | 32  | 22 | 7 | 3  | 60 | 15 | 73 | 16-delsfinal  |        | Uppflyttade |         |
| 2011/2012 | Umaghlesi Liga | 8    | 28  | 6  | 3 | 19 | 31 | 55 | 21 | Kvartsfinal   |        |             |         |
| 2012/2013 | Umaghlesi Liga | 8    | 32  | 10 | 4 | 18 | 31 | 51 | 34 | 32-lagsrundan |        |             |         |

## Meriter
Georgiska cupen
Semifinalist: 2009/2010
Pirveli Liga
Tvåa: 2010/2011
Trea: 2007/2008, 2008/2009, 2009/2010